# Palácio de Blaquerna
O Palácio de Blaquerna (em grego: τὸ ἐν Βλαχέρναις Παλάτιον) foi uma residência imperial bizantina no subúrbio de Blaquerna, situada na parte noroeste de Constantinopla, no que é atualmente o bairro de Balat. O local onde o palácio se erguia está hoje coberto de construções e, dado ter havido qualquer escavação, as únicas descrições são de fontes literárias.
O palácio foi construído na encosta norte da chamada Sétima Colina da cidade cerca de 500. A topografia da colina foi parcialmente alterada, principalmente em períodos posteriores, tendo sido criados uma série de terraços para suportar os vários edifícios que compunham o complexo palaciano. Embora entre o século IV e XI a principal residência imperial tenha sido o Grande Palácio, na zona leste da cidade, abaixo do que é hoje a Praça Sultanahmet, o Palácio de Blaquerna foi usado algumas vezes e é referido nos protocolos cerimoniais Sobre as Cerimônias do século X (capítulos I.27, I.34, II.9 e II.12) do imperador Constantino VII (r. 945–959). Nesse tempo incluía várias estruturas: o pavilhão (triclínio) de Anastácio (em grego: Τρίκλινος Ὰναστασιακὸς), nomeado em honra de Anastácio I Dicoro (r. 491–518), o pavilhão do Oceano (Τρίκλινος Ὠκεανός; Okeanos) o pórtico de José ou Josefíaco (Πόρτικας Ἰωσηφιακὸς) e o pavilhão do Danúbio (Τρίκλινος Δανουβιὸς; Danoubios). O último comunicava com a vizinha Igreja de Santa Maria de Blaquerna através de uma série de escadarias.
No final do século XI, o imperador Aleixo I Comneno (r. 1081–1118) transferiu a sua residência para o palácio e ele e o seu neto Manuel I Comneno (r. 1143–1180) levaram a cabo grandes obras, fortificando o recinto do palácio e erigindo novos edifícios. Manuel é creditado por ter construído uma muralha exterior muito elaborada. e vários edifícios esplendorosos, como o de Irene (batizado em nome da imperatriz Irene da Hungria)  e o Polytimos Oikos ("Casa Valiosa"), tendo o complexo passou a ficar conhecido como "Palácio Novo". A única estrutura desse tempo que ainda perdura é a chamada Prisão de Anemas.
Depois da Quarta Cruzada, os imperadores latinos preferiram instalar-se no Palácio de Bucoleão, mas quando a cidade foi reconquistada pelos paleólogos, estes restauraram o complexo de Blaquerna como a sua residência principal. O Palácio dos Porfirogénitos, datado provavelmente do século XIII é geralmente relacionado com o de Blaquerna apesar de se encontrar situado a sul do complexo principal. É o único exemplo relativamente intacto da arquitetura palaciana bizantina de Istambul.